# Echidnopsis mijerteina
Echidnopsis mijerteina är en oleanderväxtart som beskrevs av John Jacob Lavranos. Echidnopsis mijerteina ingår i släktet Echidnopsis och familjen oleanderväxter. Inga underarter finns listade i Catalogue of Life.